# Spominska hiša Ivana Cankarja
Spominska hiša Ivana Cankarja stoji na Klancu sredi vrhniškega mestnega središča. Sedanja hiša je bila izgrajena leta 1883 na pogorišču Cankarjeve rojstne hiše, ki je pogorela v velikem požaru leta 1879.
Ostala jim je samo stenska ura. Leta 1948 so začeli z obnovo hiše.
Sedanja hiša je nekaj večja in ima drugačen razpored prostorov kot prvotna hiša. V stavbo se vstopa skozi črno kuhinjo, iz katere se pride v kamro in hišo (bivalni del). V hiši je tudi krojaška delavnica (Cankarjev oče je bil krojač), iz nje se pride v štibelc.
Hiša je opremljena s predmeti, ki so bili prinešeni iz muzejskih fondov. Na ogled je postavljena zbirka predmetov, ki prikazuje bivanjske razmere revnejše družine ob koncu 18. in na začetku 19. stoletja.

## Spominska tabla na hiši
Na hiši je spominska plošča z besedilom:
V borni koči, ki je stala

na temelju te hiše, se je 

krojaču Jožetu Cankarju

in Neži, roj. Pivk, dne 10. 

maja 1876 rodil kot osmi 

od dvanajstero otrok

I V A N  C A N K A R 

slovenski pisatelj.

## Galerija slik
- Črna kuhinja
- Črna kuhinja
- Polica s posodo
- Miza za mesenje testa
- Žličnik
- Kavni mlinček
- Delovna miza
- Krojaška miza
- Likalnik
- Škarje
- Stenska ura
- Postelja